# Mylk
Mylk is een Nederlandse bluesband. De band ging in 2011 van start en leverde in 2015 een debuut-EP 47th Street af. In 2016 tekenden ze een verlengd contract met Blues Company en brachten het album Live it Loud uit.
In 2017 voltooiden ze hun tweede studioalbum: Roughriders & Underdogs, opnieuw geschreven door frontman en oprichter Dave James Hendrikse. Hoewel het album in Nederland is opgenomen, is het dit keer gemasterd in Nashville Tennessee. Het album bracht hun eerste en enige top 10-hit voort, op de Indie Chard-lijst, “Pilar to Post”. Maar er kondigde zich later dat jaar meteen een pauze aan, en dat resulteerde in een onofficiële breuk.
Na verschillende positieve reacties van radiopresentatoren in de VS, kreeg hun muziekvideo "Little bit of blues" Airplay op een tv-show genaamd "Next Stop Nashville". Maar uiteindelijk was het Hendrikse solo die een aantal optredens in de VS verzorgde.
Na een stilte van twee jaar hebben frontman Dave James Hendrikse en gitarist Jan van Haperen zich omringd met enkele nieuwe leden: op drums Geert van Niekerken, op bas Bart Peijs, en als op gitaar en achtergrondzang Pé Derks.

## Bandleden
- Dave James Hendrikse: zang, gitaar, mondharmonica (2011 - Heden)
- Geert Kuijpers: Bas (2011-2015)
- Martin Van Vegchel: Drums (2011-2012)
- Theo Olders: Guitar (2011-2012)
- Jeroen van den Heuvel: Gitaar (2012-2013)
- Paul Dorssers: drums (2012-2013)
- Jan van Haperen: Gitaar (2013 - Heden)
- Harold Nabben: bas (2015-2018)
- Jan van der Pluijm: Drums (2013-2018)
- Geert van Niekerken: Drums (2020 - Heden)
- Bart Peijs: Bas (2020 - Heden)
- Pé Derks: gitaar, achtergrondzang (2020 - Heden)

## Discografie
- 47th Street, EP (2015)
- Live It Loud, album (2016)
- Roughriders & Underdogs, album (2017)